# Глубоковский, Матвей Никанорович
Матвей Никанорович Глубоковский (27 октября 1857, село Кичменгский городок, Никольский уезд, Вологодская губерния — 11 декабря 1903, Москва) — русский журналист, издатель, изобретатель, основатель научно-популярного журнала «Наука и жизнь». Брат известного русского богослова Н. Н. Глубоковского.

## Биография
Родился 27 октября 1857 года в селе Кичменгский городок Никольского уезда Вологодской губернии в семье сельского священника. Осиротел в возрасте 8 лет. Обучался в Вологодской духовной семинарии, по окончании которой поступил в Лазаревский институт восточных языков в Москве. Сочувствовал народникам, в декабре 1876 — январе 1877 находился под стражей. В 1878 году подчинен негласному надзору полиции по месту жительства. В 1879 году проходил службу в армии.
В 1885 году окончил медицинский факультет Московского университета. Работал в газете «Московские ведомости», сотрудничал с рядом других российских газет и журналов. В 1890 году с целью просвещения и популяризации научных знаний основал журнал «Наука и жизнь».
Работа на износ и постоянные материальные затруднения подорвали здоровье. Переболел тифом в тяжелой форме, вследствие чего развился туберкулез легких. Умер 11 декабря 1903 года. Похоронен на кладбище Скорбященского монастыря (уничтожено в 1930 году).